# Nicola Sala

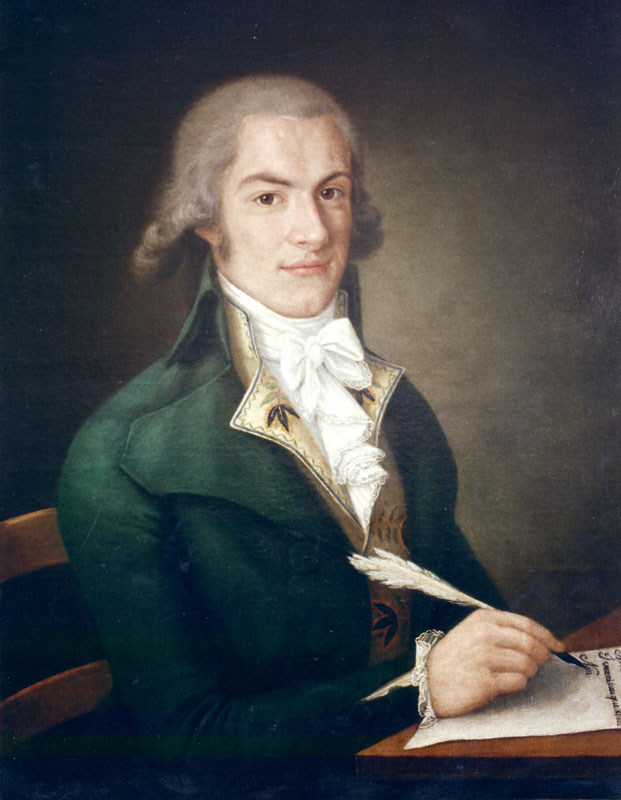
Nicola Sala, Porträt von Ciro Punzo (1850–1911)

Nicola Sala (* 7. April 1713 in Tocco Caudio; † 31. August 1801 in Neapel) war ein italienischer Komponist der neapolitanischen Schule.

## Leben
Nicola Sala studierte von 1732 bis 1740 am Conservatorio della Pietà de’ Turchini bei Nicola Fago und Leonardo Leo. Danach wirkte er dort als Lehrer und ab 1787 als Primo Maestro. Zu seinen Schülern zählen Giacomo Tritto, Giacomo David, Valentino Fioravanti, Gasparo Spontini und Vincenzo Pucitta.
Sala komponierte acht Bühnenwerke (darunter 1769 die Oper La Merope), mehrere Kantaten und Messen, sowie das Oratorium Judith seu Bethuliae liberatio. Außerdem verfasste er mehrere didaktische Werke, darunter Regole del contrappunto pratico (Neapel 1794).